# Ephraim Mogale
Ephraim Mogale, tot 28-01-2010 Greater Marble Hall, (officieel Ephraim Mogale Local Municipality; Afrikaans: Ephraim Mogale Plaaslike Munisipaliteit) is een gemeente in het Zuid-Afrikaanse district Sekhukhune.
Ephraim Mogale ligt in de provincie Limpopo en telt 123.648 inwoners.

## Hoofdplaatsen
Het nationaal instituut voor de statistiek, Stats SA, deelt sinds de census 2011 deze gemeente in in 63 zogenaamde hoofdplaatsen (main place):
Arabie • Dichoeung • Ditholong • Doornlaagte • Doornspruit • Driefontein • Elandskraal • Frischgewaagd • GaMakena • GaMakgatle • GaMakharankana • GaMasha • GaMmela • Gereagopola • Goru • Hinlopen • Keerom • Klipspruit • Leeufontein • Letebejane • Mabitsi A • Mabitsi B • Mafisheng • Makhutso • Malebitsa • Mamphokgo • Manapsane • Manotolwaneng • Marble Hall • Marble Hall NU • Mareleng • Masanteng • Mathukuthela • Matilo • Matlala • Matlala Ramoshebo • Matlerekeng • Mbuzini • Metsanangwana • Mmakgatle • Mmotwaneng • Moeding • Mogalatsana • Moganyaka • Mohlalaotoane • Mohlotsi • Mooihoek • Moomane • Morarela • Motselope • Ngwalemong • Paardenzoek • Phetwane • Phuleng • Rathoke • Selebaneng • Seriteng • Spitspunt • Tsantsabela • Tshikanosi • Tsimanyane • Uitvlugt • Vaalbank.